# Straža (gmina Lukovica)
Straža – wieś w Słowenii, w gminie Lukovica. W 2018 roku liczyła 19 mieszkańców.